# Traïanos Dellas
Traïanos Dellas (in greco Τραϊανός Δέλλας?; pron. [trajaˈnɔs ˈðɛlas]; Salonicco, 31 gennaio 1976) è un allenatore di calcio ed ex calciatore greco, di ruolo difensore, campione d'Europa con la nazionale greca nel 2004.

## Carriera

### Giocatore

#### Club
Potente difensore greco, Dellas inizia la carriera in Grecia all'Arīs Salonicco. Nell'estate 1994 passa in prestito al Panserraikos per due stagioni dove totalizza 39 presenze segnando 5 goal, una buonissima media per un difensore. Nell'estate 1996 fa ritorno all'Aris Salonicco, dove ritrova i suoi connazionali, il portiere Fanīs Katergiannakīs( ex-conoscenza del campionato italiano) e l'attaccante Angelos Charisteas (con il quale nell'estate del 2004 vincerà gli Europei 2004 con la maglia nella nazionale greca). Qui totalizza 21 presenze segnando 4 reti, dopo questa stagione alcune squadre si interessano al difensore fra cui gli inglesi dello Sheffield United.
Lascia il suo paese per giocare in Inghilterra allo Sheffield United, nel quale resterà due anni per poi fare ritorno nel suo paese ingaggiato dall'AEK Atene, dove milita per due stagioni e insieme a Demis Nikolaidis, Vasilīs Tsiartas, Vasilīs Lakīs e Michalīs Kapsīs portano l'AEK Atene a vincere la Coppa di Grecia. Nel 2001 viene ingaggiato dal Perugia; viene tuttavia messo fuori rosa dalla prima squadra a causa di un disaccordo contrattuale e per sei mesi non aggiungerà nessuna presenza alle prime otto partite disputate.
Arriva quindi alla Roma nel 2002. Con la squadra della capitale gioca tre anni, venendo soprannominato "il ciclope" per il suo fisico statuario. A Roma si ambienta molto bene e segna anche diversi gol; grazie anche a Fabio Capello la squadra riesce a raggiungere il secondo posto, dietro al Milan. Dopo la vittoria dell'Europeo 2004, con la nazionale greca, c'è un forte interessamento per il giocatore da parte del Tottenham, mentre qualche mese più tardi ci sono sondaggi da parte degli inglesi del Bolton del connazionale Stelios Giannakopoulos e del Benfica di Trapattoni. Nella stagione 2004-2005 raggiunge la finale della Coppa Italia contro l'Inter del connazionale Giōrgos Karagkounīs.
Nell'estate 2005 dopo che la Roma non gli ha rinnovato il contratto è tornato a giocare in patria all'AEK Atene. Qui ritrova come presidente l'ex-connazionale Demis Nikolaidis e come giocatore Kōstas Katsouranīs, con i quali un anno prima aveva vinto l'Europeo 2004. Qui gioca per una stagione anche con campioni come Rivaldo passato nell'estate 2007 nel club di Atene. Scaduto nel 2008 il contratto con il club greco, il 24 luglio dello stesso anno firma per i ciprioti dell'Anorthōsis diventando uno dei più grandi acquisti del club cipriota. Qui gioca nuovamente la Champions League nello stesso girone dell'Inter di Mourinho e del Panathīnaïkos dei suo ex compagni di nazionale: Giannīs Gkoumas e l'ex interista Giōrgos Karagkounīs.
Nell'estate 2010 decide di terminare la sua carriera in Grecia nell'AEK Atene, squadra dove ha militato maggiormente. Il 12 dicembre segna la sua prima rete nelle partite ufficiale contro il AEL Larissa degli ex-connazionali Nikos Dabizas e Stylianos Venetidīs. Il 6 marzo segna la sua seconda rete in campionato greco contro il PAOK del connazionale Kōstas Chalkias e degli italiani Bruno Cirillo e Mirko Savini. Esattamente 10 giorni dopo, a Salonicco nella sfida di ritorno di Coppa di Grecia contro il PAOK Salonicco segna il goal che porta l'AEK Atene in finale. Il 30 aprile 2011 Traianos Dellas vince per la seconda volta la Coppa di Grecia nelle stagione 2010-2011 e il 12 luglio 2011 firmo un contratto per un anno ancora con l'AEK Atene.

#### Nazionale
Il parziale insuccesso nelle squadre di club è stato pienamente riscattato da Dellas ad Euro 2004, dove il difensore si è messo in mostra insieme a tutta la nazionale greca vincitrice del primo titolo europeo della sua storia. Nell'occasione Dellas è stato eletto miglior difensore della competizione, giocando tutte le partite e mettendo a segno il silver goal dell'1-0 al 105º minuto della semifinale contro la Rep. Ceca. Dopo questo goal e dopo le buone prestazioni con la Nazionale greca all'Euro 2004, c'è un interessamento di molte squadre come Bayer Leverkusen, Marsiglia, Bologna, Siena e Chievo.
Trainos Dellas ha partecipato alla FIFA Confederations Cup 2005 da vincitore dell'Europeo 2004 (dove é presente nella formazione dei migliori 11 giocatori di questo campionato europeo) ed ha poi preso parte alla qualificazione per l'Europeo 2008. Dellas ha contribuito anche alla qualificazione della nazionale al Mondiale 2010, sotto l'attenta guida dal c.t. Otto Rehhagel.

### Allenatore

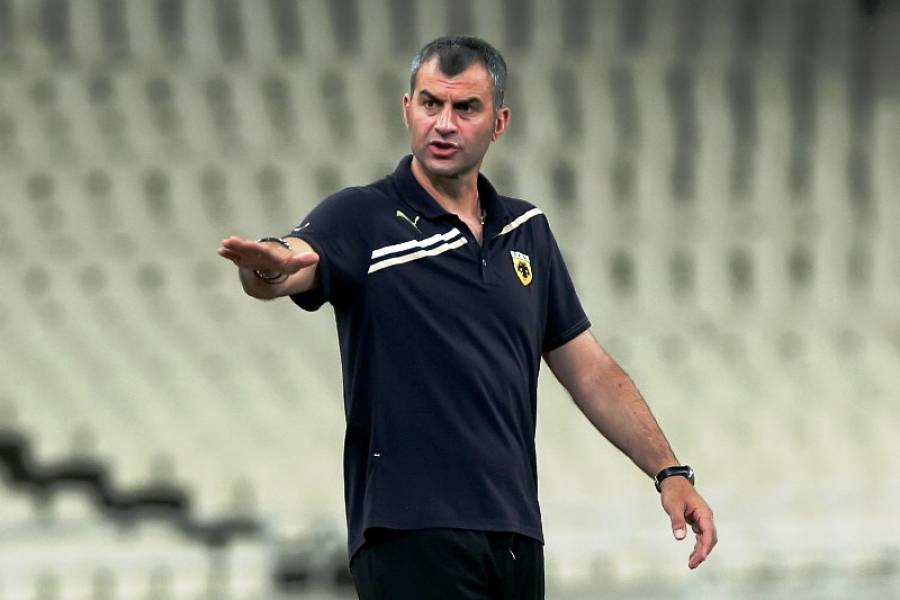
Dellas allenatore dell'AEK Atene

Il 4 aprile 2013, a seguito dell'esonero di Ewald Lienen, il club decide di affidare la panchina fino al termine della stagione a Dellas. Terminata la stagione con una retrocessione e una mancata iscrizione alla seconda serie per problemi finanziari, Dellas rimane al timone della squadra (iscrittasi nel frattempo alla terza serie), riuscendo in due stagioni a riportare la squadra ateniese nella massima serie del campionato greco.
Il 20 ottobre 2015, in seguito ad un pesante 4-0 subito contro l'Olympiakos, si dimette dalla guida del club.
Il 4 novembre 2015 firma con l'Atromitos fino al 30 giugno 2016, conducendo la formazione azzurro-stellata al settimo posto in campionato e a una semifinale di coppa nazionale. Il 12 gennaio 2018 viene chiamato ad allenare il Panaitōlikos, con cui ottiene un ottavo e un nono posto in campionato, prima di lasciare il club il 30 giugno 2019.
Torna nuovamente al Panaitōlikos il 10 novembre 2020, riuscendo a salvare la formazione giallo-blu vincendo lo spareggio promozione-retrocessione contro lo Xanthī. Archiviata la salvezza, lascia il club.

## Statistiche

### Cronologia presenze e reti in nazionale
| Cronologia completa delle presenze e delle reti in nazionale ― Grecia | Cronologia completa delle presenze e delle reti in nazionale ― Grecia | Cronologia completa delle presenze e delle reti in nazionale ― Grecia | Cronologia completa delle presenze e delle reti in nazionale ― Grecia | Cronologia completa delle presenze e delle reti in nazionale ― Grecia | Cronologia completa delle presenze e delle reti in nazionale ― Grecia | Cronologia completa delle presenze e delle reti in nazionale ― Grecia | Cronologia completa delle presenze e delle reti in nazionale ― Grecia |
| Data                                                                  | Città                                                                 | In casa                                                               | Risultato                                                             | Ospiti                                                                | Competizione                                                          | Reti                                                                  | Note                                                                  |
| --------------------------------------------------------------------- | --------------------------------------------------------------------- | --------------------------------------------------------------------- | --------------------------------------------------------------------- | --------------------------------------------------------------------- | --------------------------------------------------------------------- | --------------------------------------------------------------------- | --------------------------------------------------------------------- |
| 25-4-2001                                                             | Varaždin                                                              | Croazia                                                               | 2 – 2                                                                 | Grecia                                                                | Amichevole                                                            | -                                                                     | 75’                                                                   |
| 21-8-2002                                                             | Costanza                                                              | Romania                                                               | 0 – 1                                                                 | Grecia                                                                | Amichevole                                                            | -                                                                     |                                                                       |
| 7-9-2002                                                              | Atene                                                                 | Grecia                                                                | 0 – 2                                                                 | Spagna                                                                | Qual. Euro 2004                                                       | -                                                                     |                                                                       |
| 12-10-2002                                                            | Kiev                                                                  | Ucraina                                                               | 2 – 0                                                                 | Grecia                                                                | Qual. Euro 2004                                                       | -                                                                     | 81’                                                                   |
| 16-10-2002                                                            | Atene                                                                 | Grecia                                                                | 2 – 0                                                                 | Armenia                                                               | Qual. Euro 2004                                                       | -                                                                     | 75’                                                                   |
| 30-4-2003                                                             | Žilina                                                                | Slovacchia                                                            | 2 – 2                                                                 | Grecia                                                                | Amichevole                                                            | -                                                                     |                                                                       |
| 7-6-2003                                                              | Saragozza                                                             | Spagna                                                                | 0 – 1                                                                 | Grecia                                                                | Qual. Euro 2004                                                       | -                                                                     |                                                                       |
| 11-6-2003                                                             | Atene                                                                 | Grecia                                                                | 1 – 0                                                                 | Ucraina                                                               | Qual. Euro 2004                                                       | -                                                                     |                                                                       |
| 20-8-2003                                                             | Norrköping                                                            | Svezia                                                                | 1 – 2                                                                 | Grecia                                                                | Amichevole                                                            | -                                                                     |                                                                       |
| 6-9-2003                                                              | Erevan                                                                | Armenia                                                               | 0 – 1                                                                 | Grecia                                                                | Qual. Euro 2004                                                       | -                                                                     |                                                                       |
| 11-10-2003                                                            | Atene                                                                 | Grecia                                                                | 1 – 0                                                                 | Irlanda del Nord                                                      | Qual. Euro 2004                                                       | -                                                                     | 58’                                                                   |
| 15-11-2003                                                            | Aveiro                                                                | Portogallo                                                            | 1 – 1                                                                 | Grecia                                                                | Amichevole                                                            | -                                                                     |                                                                       |
| 18-2-2004                                                             | Atene                                                                 | Grecia                                                                | 2 – 0                                                                 | Bulgaria                                                              | Amichevole                                                            | -                                                                     |                                                                       |
| 31-3-2004                                                             | Heraklion                                                             | Grecia                                                                | 1 – 0                                                                 | Svizzera                                                              | Amichevole                                                            | -                                                                     |                                                                       |
| 28-4-2004                                                             | Eindhoven                                                             | Paesi Bassi                                                           | 4 – 0                                                                 | Grecia                                                                | Amichevole                                                            | -                                                                     |                                                                       |
| 29-5-2004                                                             | Stettino                                                              | Polonia                                                               | 1 – 0                                                                 | Grecia                                                                | Amichevole                                                            | -                                                                     |                                                                       |
| 3-6-2004                                                              | Vaduz                                                                 | Liechtenstein                                                         | 0 – 2                                                                 | Grecia                                                                | Amichevole                                                            | -                                                                     | 46’                                                                   |
| 12-6-2004                                                             | Porto                                                                 | Portogallo                                                            | 1 – 2                                                                 | Grecia                                                                | Euro 2004 - 1º turno                                                  | -                                                                     |                                                                       |
| 16-6-2004                                                             | Porto                                                                 | Grecia                                                                | 1 – 1                                                                 | Spagna                                                                | Euro 2004 - 1º turno                                                  | -                                                                     |                                                                       |
| 20-6-2004                                                             | Faro                                                                  | Russia                                                                | 2 – 1                                                                 | Grecia                                                                | Euro 2004 - 1º turno                                                  | -                                                                     | 86’                                                                   |
| 25-6-2004                                                             | Lisbona                                                               | Francia                                                               | 0 – 1                                                                 | Grecia                                                                | Euro 2004 - Quarti di finale                                          | -                                                                     |                                                                       |
| 1-7-2004                                                              | Porto                                                                 | Rep. Ceca                                                             | 0 – 1 dts                                                             | Grecia                                                                | Euro 2004 - Semifinale                                                | 1                                                                     |                                                                       |
| 4-7-2004                                                              | Lisbona                                                               | Grecia                                                                | 1 – 0                                                                 | Portogallo                                                            | Euro 2004 - Finale                                                    | -                                                                     |                                                                       |
| 9-10-2004                                                             | Kiev                                                                  | Ucraina                                                               | 1 – 1                                                                 | Grecia                                                                | Qual. Mondiali 2006                                                   | -                                                                     |                                                                       |
| 17-11-2004                                                            | Il Pireo                                                              | Grecia                                                                | 3 – 1                                                                 | Kazakistan                                                            | Qual. Mondiali 2006                                                   | -                                                                     |                                                                       |
| 9-2-2005                                                              | Il Pireo                                                              | Grecia                                                                | 2 – 1                                                                 | Danimarca                                                             | Qual. Mondiali 2006                                                   | -                                                                     | 75’                                                                   |
| 12-10-2005                                                            | Patrasso                                                              | Grecia                                                                | 1 – 0                                                                 | Georgia                                                               | Qual. Mondiali 2006                                                   | -                                                                     | 63’                                                                   |
| 21-1-2006                                                             | Riad                                                                  | Grecia                                                                | 1 – 1                                                                 | Corea del Sud                                                         | LG Cup 2006 (Arabia Saudita)                                          | -                                                                     | 43’ 58’                                                               |
| 25-5-2006                                                             | Melbourne                                                             | Australia                                                             | 1 – 0                                                                 | Grecia                                                                | Amichevole                                                            | -                                                                     |                                                                       |
| 16-8-2006                                                             | Manchester                                                            | Inghilterra                                                           | 4 – 0                                                                 | Grecia                                                                | Amichevole                                                            | -                                                                     | 65’                                                                   |
| 2-9-2006                                                              | Chișinău                                                              | Moldavia                                                              | 0 – 1                                                                 | Grecia                                                                | Qual. Euro 2008                                                       | -                                                                     | 89’                                                                   |
| 15-11-2006                                                            | Saint-Denis                                                           | Francia                                                               | 1 – 0                                                                 | Grecia                                                                | Amichevole                                                            | -                                                                     | 66’                                                                   |
| 24-3-2007                                                             | Il Pireo                                                              | Grecia                                                                | 1 – 4                                                                 | Turchia                                                               | Qual. Euro 2008                                                       | -                                                                     |                                                                       |
| 28-3-2007                                                             | Ta' Qali                                                              | Malta                                                                 | 0 – 1                                                                 | Grecia                                                                | Qual. Euro 2008                                                       | -                                                                     | 83’                                                                   |
| 22-8-2007                                                             | Salonicco                                                             | Grecia                                                                | 2 – 3                                                                 | Spagna                                                                | Amichevole                                                            | -                                                                     | 46’                                                                   |
| 12-9-2007                                                             | Oslo                                                                  | Norvegia                                                              | 2 – 2                                                                 | Grecia                                                                | Qual. Euro 2008                                                       | -                                                                     | 16’                                                                   |
| 13-10-2007                                                            | Atene                                                                 | Grecia                                                                | 3 – 2                                                                 | Bosnia ed Erzegovina                                                  | Qual. Euro 2008                                                       | -                                                                     |                                                                       |
| 17-10-2007                                                            | Istanbul                                                              | Turchia                                                               | 0 – 1                                                                 | Grecia                                                                | Qual. Euro 2008                                                       | -                                                                     |                                                                       |
| 17-11-2007                                                            | Atene                                                                 | Grecia                                                                | 5 – 0                                                                 | Malta                                                                 | Qual. Euro 2008                                                       | -                                                                     | 16’                                                                   |
| 19-5-2008                                                             | Patrasso                                                              | Grecia                                                                | 2 – 0                                                                 | Cipro                                                                 | Amichevole                                                            | -                                                                     | 63’                                                                   |
| 24-5-2008                                                             | Budapest                                                              | Ungheria                                                              | 3 – 2                                                                 | Grecia                                                                | Amichevole                                                            | -                                                                     | 67’                                                                   |
| 1-6-2008                                                              | Offenbach am Main                                                     | Grecia                                                                | 0 – 0                                                                 | Armenia                                                               | Amichevole                                                            | -                                                                     | 46’                                                                   |
| 10-6-2008                                                             | Salisburgo                                                            | Grecia                                                                | 0 – 2                                                                 | Svezia                                                                | Euro 2008 - 1º turno                                                  | -                                                                     | 70’                                                                   |
| 14-6-2008                                                             | Salisburgo                                                            | Grecia                                                                | 0 – 1                                                                 | Russia                                                                | Euro 2008 - 1º turno                                                  | -                                                                     |                                                                       |
| 18-6-2008                                                             | Salisburgo                                                            | Grecia                                                                | 1 – 2                                                                 | Spagna                                                                | Euro 2008 - 1º turno                                                  | -                                                                     |                                                                       |
| 20-8-2008                                                             | Bratislava                                                            | Slovacchia                                                            | 0 – 2                                                                 | Grecia                                                                | Amichevole                                                            | -                                                                     |                                                                       |
| 6-9-2008                                                              | Lussemburgo                                                           | Lussemburgo                                                           | 0 – 3                                                                 | Grecia                                                                | Qual. Mondiali 2010                                                   | -                                                                     |                                                                       |
| 10-9-2008                                                             | Riga                                                                  | Lettonia                                                              | 0 – 2                                                                 | Grecia                                                                | Qual. Mondiali 2010                                                   | -                                                                     |                                                                       |
| 11-10-2008                                                            | Il Pireo                                                              | Grecia                                                                | 3 – 0                                                                 | Moldavia                                                              | Qual. Mondiali 2010                                                   | -                                                                     |                                                                       |
| 15-10-2008                                                            | Il Pireo                                                              | Grecia                                                                | 1 – 2                                                                 | Svizzera                                                              | Qual. Mondiali 2010                                                   | -                                                                     |                                                                       |
| 19-11-2008                                                            | Il Pireo                                                              | Grecia                                                                | 1 – 1                                                                 | Italia                                                                | Amichevole                                                            | -                                                                     |                                                                       |
| 11-2-2009                                                             | Il Pireo                                                              | Grecia                                                                | 1 – 1                                                                 | Danimarca                                                             | Amichevole                                                            | -                                                                     | 46’                                                                   |
| 28-3-2009                                                             | Ramat Gan                                                             | Israele                                                               | 1 – 1                                                                 | Grecia                                                                | Qual. Mondiali 2010                                                   | -                                                                     | 11’                                                                   |
| Totale                                                                |                                                                       | Presenze                                                              | 53                                                                    |                                                                       | Reti                                                                  | 1                                                                     |                                                                       |

## Palmarès

### Giocatore

#### Club
- Coppa di Grecia: 2

AEK Atene: 1999-2000, 2010-2011

#### Nazionale
- Campionato d'Europa: 1

Portogallo 2004

#### Individuale
- Squadra ideale dell'Europeo: 1

Portogallo 2004